# 알 칼라인
앨버트 윌리엄 "알" 칼라인(영어: Albert William "Al" Kaline, /ˈkeɪlaɪn/ 앨버트 윌리엄 "앨" 케일라인[*], 1934년 12월 19일 ~ 2020년 4월 6일)은 미국의 야구 선수로 전 메이저 리그 베이스볼(MLB) 우익수이다. 현역 시절 별명은 미스터 타이거(Mr. Tiger)였다. 프로 경력으로 뛰었던 1953년부터 1974년까지 디트로이트 타이거스에서만 뛰면서 18회 올스타, 10회 골드글러브 수상, 1955년 타격왕 등을 수상했다.
1968년 루 게릭 메모리얼 어워드를 수상했고, 1974년 9월 24일에는 메이저 리그 베이스볼(MLB) 선수로는 12번째로 3000 안타 클럽에 이름을 올렸다. 1980년 미국 야구 명예의 전당에 헌정되었다.

## 어린 시절
메릴랜드주 볼티모어에서 니콜라스와 나오미 칼라인에게 태어났다. 부친은 교역에 의하여 빗자루를 만들고, 준프로 야구 선수였으며 어린 앨과 함께 투수의 투구력을 개발하는 데 일하였다. 9세의 나이로 칼라인은 속구, 커브와 체인지업을 배웠다. 그는 웨스트포트 그래머 학교를 위하여 투수로 활약하는 동안 10개의 연속적 경기들을 우승하였다. 칼라인을 그의 시간의 가장 완료 선수들 중의 하나로 만든 전설적 투구력의 힘과 정확성은 초기의 증거로서 명백하였다. 피크닉 축제가 열리는 동안 칼라인은 173.5 피트의 공을 던졌다. 믿으려 하지 않은 심판관들은 그에게 다시 던지라고 명령을 내려 치수가 잘못되었다고 믿었다. 칼리인은 다시 던졌으며, 이번에는 175 피트였다. 자신의 투구력을 개발하는 동안 칼라인은 또한 자신의 왼쪽 발로부터 병걸린 뼈를 제거하는 데 강요된 골수염을 이기는 것을 배우기도 하였다. 남겨진 육체적 손상을 싸우는 데 그는 자신의 발의 측면에 달리는 데 가르쳤다. 부상을 이기는 데 결심은 칼라인의 경력의 특성이 되었다.

## 초기 경력
1949~50년 볼티모어에 있는 서던 고등학교의 신입생인 그는 미식축구와 야구 팀들을 위하여 시험하였다. 자신의 턱뼈가 부러질 때 시즌을 통하여 중간에 미식축구를 그만두었으나 농구에서 그는 신입생으로서 전부의 득점들을 이끌었다. 봄이 올 때 칼리안은 야구를 위하여 시험하였다. 코치 빌 앤더슨은 즉시 그의 투구를 알아차렸으나 투수로서 칼라인을 위한 자리가 없던 이유로 앤더슨은 칼라인이 주니어 대표 팀의 한해를 활약하고, 2학년으로서 대표 팀으로 올라가는 아이디어와 함께 그를 중견수로 활약하는 데 지시하기 시작하였다. 하지만 연습 경기가 있는 동안 그의 방어적 용맹과 공격적 실력들을 본 후 칼라인을 대표 팀에 놓으면서 아이디어는 짧았다.
모든 메이저 리그 팀의 스카우트들은 칼라인의 모든 동작을 따랐다. 그들은 그가 신입생으로서 .333점, 그리고 2학년생으로서 .418점을 타구하는 것을 보아 한해가 가면서 그의 방어력을 향상시켰다. 자신의 2학년의 한해 후에 칼라인은 1951년 허스트 신문에 의하여 후원된 한해의 경기에서 활약하는 데 선택되어 뉴욕의 폴로 그라운드에서 야구를 하였다. 이 경기는 2개의 1루타와 하나의 홈런을 친 칼라인을 위하여 증명적 근거가 되었고, MVP로 임영되었다. 다음 날 칼라인은 뉴욕 양키스가 세인트루이스 브라운스에게 패하면서 자신의 처음이자 마지막 메이저 리그 경기를 보는 데 양키 스타디움으로 갔다.
고등학교 경기의 2개의 거대한 시즌들에 불구하고, 어린 칼라인을 위한 최선은 아직 오지 않았다. 그는 자신의 우수한 방어력과 함께 가는 데 주니어로서 .469점과 시니어로서 .488점을 쳤다. 공동 동작은 메이저 리그 팀들, 특히 브루클린 다저스, 세인트루이스 카디널스, 필라델피아 필리스와 디트로이트 타이거스로부터 칼라인에게 더 많은 주의를 주었다.
타이거스의 스카웃 에드 캐털리나스는 칼라인의 고등학교 경력을 따랐고, 그를 타이거스의 다음 거대한 선수로 만드는 데 결심하였다. 칼라인의 능력에 관하여 의문할 때 캐털리나스는 "나에게 그는 그의 마음에 스카우트가 창조하는 전망과 그러고나서 모범에 적합하는 데 올 어떤이를 기도한다"라고 말하였다. 캐털리나스는 볼티모어가 여름 동안에 마련해야 했던 모든 오락적 리그에서 칼라인이 겉으로 활약하며 아메리칸 리전 볼에서 한해에 .609점을 치는 것을 보았다. 타이거스는 프랜차이즈 역사상 처음으로 이전 시즌을 마지막 순위로 끝내 그 상연을 되풀이하지 않기로 결심하여다. 캐털리나스는 칼라인을 계약하는 데 타이거스의 회장 존 맥헤일 시니어를 설득시키려고 필사적으로 시도하였으나 맥헤일은 투수 톰 퀄터스에 더욱 흥미를 가졌다. 필라델피아가 퀄터스를 계약한 후, 타이거스가 칼라인을 계약하는 데 문이 열렸다. 캐털리나스는 맥헤일에게 직접 칼리인을 보는 데 볼티모어로 날아가도록 편지를 썼다. 맥헤일이 거기에 가 칼라인의 능력들에 인상을 받고, 자신이 보너스 계약에 칼라인을 계약하는 데 타이거스의 회장 스파이크 브릭스로부터 허락을 받는 데 디트로이트로 돌아갔다.
선수들은 고등학교 졸업 때까지 메이저 리그 클럽들에 의하여 연락될 수 없었다. 칼라인이 졸업한 하루 후에 캐털리나스는 그의 자력에서 계약과 함께 칼라인의 저택에 내려갔다. 캐털리나스는 니콜라스와 알에 의하여 환영을 받았으나 빠르게 어린 선수와 함께 떠났다. 캐털리나스는 3년 동안 보너스에서 1만 5천 달러와 샐러리에서 2만 달러를 제공하였다. 칼라인은 부모와 함께 제공을 논의하고 계약에 동의하였다. 그는 후에 보너스 돈이 부모의 저당과 모친의 눈 수술을 내는 데 도움을 주었다고 하였다. 부친이 계약을 맺을 수 있기 전에 알은 며칠간 아마추어 데이 경기에서 활약할 것을 약속하고, 아직도 할 수 있다면을 의문하였다고 말하였다. 캐털리나스는 그러고나서 야구와 뿐만 아니라 인생과 함께 어린 칼라인에 특별한 재능을 가진 것을 알아차렸다. 니콜라스는 그러고나서 계약을 맺고, 알 칼라인은 디트로이트 타이거스의 선수가 되었다. 보너스가 6천 달러 이상이었을 이래 칼라인은 자신이 최소한 2년간 빅 리그 클럽과 함께 하리라고 확신시켰다.

## 메이저 리그 경력

### 초기 세월
1953년 6월 25일 캐털리나스는 18세의 칼라인을 새로운 팀이 필라델피아 애슬레틱스를 상대로 경기를 가진 필라델피아에 있는 쉬브 파크에서 그의 첫 경기로 데려갔다. 아이디어는 칼라인이 메이저 리그 클럽과 함께 2년 동안 관대하게 활약하는 데 두고, 그러고나서 시즌을 위하여 2년 혹은 3년 동안 마이너 리그 팀으로 맡기는 것이었다. 그날 칼라인은 빠르게 활동을 보았다. 등번호 25를 입은 칼라인은 6회의 밑에서 중견수로 활약하는 데 시켜졌다. 칼라인은 전혀 우익수에서 활약한 적이 없으나 그의 글로브와 함께 위치를 차지하였다. 아무 공이 그에게 가까이 쳐지지 않고, 9회의 정상에 자신이 지도하려는 것을 알아차릴 때까지 그는 교체와 함께 더그아웃으로 달렸다. 칼라인은 해리 버드를 상대로 자신의 첫 빅 리그 타수를 위하여 들어갔다. 칼라인은 파고 들어가 아웃을 위하여 중견수로 벨트 높은 패스트볼을 몰았다. 칼라인은 7월 8일 시카고 화이트삭스의 루이스 알로마에 자신의 첫 안타인 1루타를 쳤다. 그는 자신이 월트 드로포를 위하여 투구 득점을 매기고 워싱턴 세네이터스를 상대로 돈 룬드에 의한 2루타에 1루로 돌아왔다. 그 득점은 칼라인에게 "볼티모어 그레이하운드"라는 별명을 주었다.
칼라인의 광대함과 첫 충돌이 1953년 감독 프레드 허친슨이 나타나기 시작한 스타를 테드 윌리엄스에게 소개시킬 때 일어났다. 윌리엄스는 칼라인과 10분을 보내 어떻게 로우볼을 치고 더 무거운 방망이를 스윙하는 것 같은 오프 시즌의 연습 경기에 그에게 조언을 주었다. 윌리엄스의 조언은 칼라인의 경기, 특히 그의 오프 시즌의 특성이 되었다. 윌리엄스가 칼라인에게 준 안타 조언은 칼라인이 자신의 첫 경기, 이번에 중견수에서 시작하면서 9월 16일에 나타났다. 그는 보스턴 레드삭스를 상대로 8 대 3의 승리에서 3개의 1루타를 두드리고, 자신의 첫 득점에서 몰아냈다. 칼라인은 지속적으로 광명의 순간을 보이며, 세인트루이스 브라운스를 상대로 경기에서 위대한 사첼 페이지에 안타를 쳤다. 칼라인의 첫 홈런은 클리블랜드에서 9번째 이닝의 대타구 출연이 나오는 동안에 왔다. 칼라인이 30개의 경기들 만을 활약하였어도 그는 허친슨을 향상시키는 데 충분히 해냈다. 1953년 스포팅 뉴스의 기사에 의하면 타이거스가 2루수와 유격수와 함께 칼라인과 함께 하였으나 결국적으로 그를 외야수에 간직하였다고 한다.
1953년 시즌 후에 칼라인은 볼티모어로 돌아와 오프 시즌 동안에 스포츠 용품 스토어에서 일하여 윌리엄스의 조언을 가져가는 데 그를 허용하였다. 휴식이 있는 동안 칼라인은 안쪽 방에서 방망이를 가져가 자신의 팔들이 피곤해 질때까지 스윙하려고 하였다. 그는 또한 지속적으로 자신의 고등학교 시절 연인 매지 루이즈 해밀턴과 데이트를 하였다. 칼라인은 그의 미모 만의 이유로 그녀에게 끌어들이지 않았으나 또한 그녀가 야구를 이야기할 수 있었기 때문이다. 칼라인이 봄 훈련을 위하여 떠나기 조금 전에 그는 받아들인 루이즈에게 제안하였다. 그들은 1954년 시즌 후에 결혼하였다.
쿠바에서 겨울 경기를 활약하는 동안 매일의 외야수 스티브 수치콕은 자신의 손목이 부러져 우익수에서 칼라인이 가치적인 몸 훈련 시기를 얻도록 하였다. 그 일은 수치콕이 자신이 손목이 고쳐질 때 우익수에서 출발 선수가 되고, 칼라인이 벤치로 돌아갈 것이라고 추정하였다. 그러나 수치콕의 손목이 고쳐지지 않았고, 19세의 칼라인은 출발 우익수가 되었다. 칼라인은 자신의 방어력과 함께 그 시즌에 모두에게 인상을 주었고, 그의 공격은 곧 충분해졌으며 그는 올스타 브레이크가 있기 전에 시즌의 대부분을 위하여 .250점 가량을 안타하였다. 브레이크 후에 칼라인은 8월의 말기에 자신의 평균은 .283점으로 증가시켰다. 대략 1달 후에 홈 경기에서 칼라인은 자신의 첫 주요 부상을 입었다. 브릭스 스타디움에서 오른쪽으로 안타된 플라이 볼이 칼라인을 파울의 범위로 돌출한 어떤 칸막이 좌석으로 질주시켰다. 칼라인은 좌석들을 보호하는 벽으로 달려가 쓰러졌다. 사고 후에 타이거스의 회장 스파이크 브릭스는 칼라인이 다시 부상을 입을 염려에 좌석들을 제거하기로 명령을 내렸다. 칼라인은 .276의 평균과 함께 자신의 첫 완정 시즌을 마쳤다. 그의 힘의 부족은 근심이었다. 칼라인은 4개의 홈런과 43개 만의 타점을 포함한 25개 만의 장타를 가졌다.
칼라인은 본루에서 자신의 용맹을 향상시켜야 할 것을 안 오프 시즌으로 들어갔다. 그는 그해에 팬들이나 새 감독 버키 해리스를 실망시키지 않았으며, 조 디마지오에게 비교를 얻었다. 4월 17일 그는 6번째 이닝에서 2개를 포함한 3개의 홈런을 날렸다. 4월 말기로 봐서 칼라인은 .453의 타구 평균과 함께 가는 데 14개 경기의 안타 연속을 가졌다. 그는 올스타 경기를 위하여 아메리칸 리그의 출발 우익수로서 팬들에 의하여 투표되었다. 브레이크 후에 칼라인은 지속적으로 안타하였다. 7월 말기로 봐서 칼라인은 타구 평균, 득점, 타점, 안타와 홈런에서 리그를 이끌고 있었다. 칼라인이 인기의 폭락으로 떨어질 때 뜨거운 안타는 9월의 시작까지 지속적으로 되었다. 자신을 그 밖으로 나가는 도움을 주는 데 칼라인은 시즌을 위하여 200개로부터 약간의 안타를 가지고 자신이 그 상승 단계를 이루었으면의 사실에 전념하여 자신이 200개의 안타를 가지는 데 12년에 타이거스의 첫 외야수가 될 것이라고 하였다. 칼라인은 포락의 밖으로 나와 정확한 200개의 안타와 함께 시즌을 끝냈다. 그는 .340의 평균과 함께 아메리칸 리그 타구 챔피언십을 우승하였다. 20세의 나이로 칼라인은 타이 콥이 1907년 타구 타이틀을 우승할 때 콥보다 1살 어렸으며, 칼라인을 최연소 타구 챔피언으로 만들었다. 전 시즌에 칼라인을 따른 디마지오에 비교들은 칼라인을 어떨게 콥보다 디마지오에게 더욱 비슷한지를 개요한 스포팅 뉴스의 10월 5일 논점에서 요약되었다.
1956년 시즌 전에 칼라인은 부피가 커졌다. 보고들과 공공과 함께 더욱 편해진 노력에 칼라인은 가능한 대로 많은 출연을 이루었다. 시즌의 초기에 칼라인은 버키 해리스 감독에 의하면 그가 투구를 위하여 너무 낳이 도달하고 참을성이 너무 없었던 이유로 본루에서 불편한 것 같이 보였다. 칼라인은 자신의 굉장한 1955년 시즌을 따라가는 데 자신에 여분의 압력을 놓았다. 자신의 느린 시작에 불구하고 칼라인은 2연속 올스타 경기를 시작하는 데 투표되었다. 제전들이 있는 동안 칼라인은 해리스가 자신에게 이미 이야기한 것을 다시 확인한 테드 윌리엄스를 수색하였는 데 그는 본루에서 더 많은 훈련이 필요하다는 것이었다. 그 후에 칼라인은 자신의 평균을 .276에서 .314로 끝내는 데 올렸다. 오프 시즌 동안 스파이크 브릭스의 부친의 사유지가 타이거스를 라디오 방송국 소유나들 프레드 노어와 존 페처에 의하여 인솔된 11명의 기업 연합으로 팔았다.

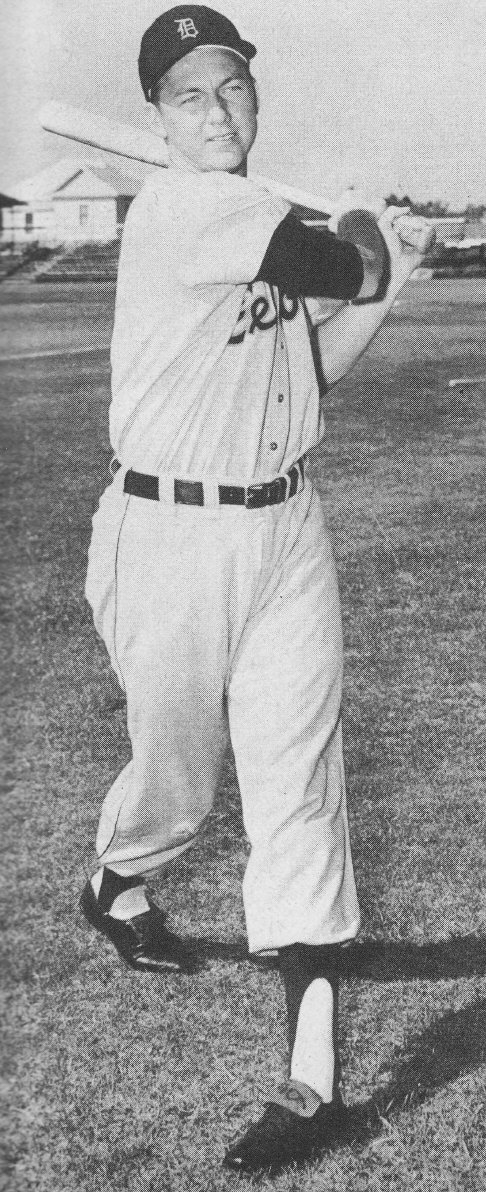
1957년의 칼라인

1957년 시즌 전에 칼라인은 자신과 디트로이트 레드윙스의 포워드 고디 호우에게 새로운 비지니스 투기를 마련한 비지니스맨 프랭크 칼린을 만났다. 호우와 칼라인은 자동차 부품 디자인을 위한 하도급을 얻은 세일즈맨이 되려고 하였다. 칼라인은 마음 내키지 않았으나 루이즈는 그것이 그가 들어야할 것인 좋은 투기라고 확신하였다. 칼라인, 호우와 칼린은 미시간 자동차 생산 주식회사를 형성하였다. 칼라인은 부회장이었고 자신이 원래 믿었던 것보다 비지니스가 쉽다는 것을 찾았다. 비지니스는 너무 성공적이었으며, 3인방은 또한 호우-칼라인-칼린 주식회사를 형성하기도 하였다.
오프 시즌은 논쟁 없이 있지 않았다. 칼라인은 브릭스가 한 대로 자신이 승급을 받을 만하다고 믿었으나 브릭스는 그가 원하던 가까운 인상을 마련하지 않았다. 브릭스는 각서없이 보고적으로 계약되지 않으면서 돌려보내진 계약서를 보냈다. 브릭스는 모욕을 당하고 칼라인이 자신은 미키 맨틀 만큼 좋고 그 양을 벌을 수 있다고 생각한 연설에서 주장되었다. 브릭스는 자신이 3천 달러의 보너스를 포함하였다고 말한 계약되지 않으면서 돌려보내진 계약서에 의하여 욕을 먹었다고 말하였고, 칼라인은 설명과 휴일 인사 없이 그것을 반환하였다. 칼라인은 결국적으로 자신의 계약서를 얻었으나 자신이 내야 할 가격이 더 컸다. 많은 팬들은 칼라인을 자만을 모는 선수로 보았고, 많은 기자들은 어쩌다 적대하는 의문들과 암시하였다. 칼라이언은 기자 회견을 무시하기 시작한 것에 속상해하여 자신이 이미 그랬던 것보다 더욱 내성시켰다.
1957년 시즌은 칼라인을 위하여 성공적이었다. 1956년에 있으면서 그는 서서히 시작하였으나 아직도 올스타 경기에서 출발 선수로 선택되었다. 지난 해같이 다시 올스타 브레이크가 있던 후에 칼라인은 안타를 치기 시작하고 8월 말기에 가까이 자신의 타구 평균을 .300으로 올렸다. 그의 성공은 8월 21일 자신의 첫 아들 마크 앨버트의 탄생과 함께 연결되었다. 칼라인의 강한 안타와 우수한 방어력은 타이거스가 4위를 하는 데 도움을 주었고, 그에게 10개의 골드 글러브 상 중의 첫 상을 주었다. 칼라인은 .313점을 안타하면서 1958년 자신의 강한 안타와 우수한 방어력을 되풀이하고 타이거스가 아직도 5위로 오면서 자신의 2연속 골드 글러브 상을 수상하였다.
1959년 시즌은 칼라인을 위한 변화와 향상의 하나였다. 그는 정규적 중견수 하비 퀸이 자신의 팔에 공을 맞은 후 중견수로 옮겨졌다. 칼라인은 오히려 우익수를 좋아하였으나 중앙에서도 잘 활약하였다. 퀸이 자신의 부상으로부터 복귀할 때 새 감독 지미 다이크스가 칼라인을 중견수에 간직하고 퀸을 우익수로 옮겼다. 컬라인은 새 위치에서 번영하였고, 용기있고 튼튼한 지도 선수로서의 기호들을 보이기 시작하였다. 그릇된 투구에 의하여 뺨에 맞은 후, 칼라인은 5개의 경기들에서 벤치에 앉아있었다. 그는 벤치에 쉬지 않게 되어 다이크가 그를 활약하게 하는 요청을 하였다. 칼라인은 올스타 경기에서 시작하는 데 선발되어 이번에는 동료 중견수 미키 맨틀에였다. 칼라인은 또한 화이트삭스의 빌리 피어스에 자신의 1,000번째 경력 안타를 얻기도 하였다. 칼라인이 타구 경주에서 퀸의 .353에 .327과 2위를 하는 동안에 타이거스는 4위를 하였다.
1960년 시즌 전애 빌 드윗이 타이거스와 회장과 총장으로서 기용되었다. 드윗은 즉시 놈 캐시를 위한 이적에 의하여 팀을 각성시키고, 그러고나서 타구 챔피언 퀸을 홈런 지도 선수 록키 콜라비토를 위하여 클리블랜드 인디언스로 보냈다. 5월 타이거스와 칼라인은 그들을 상승과 하락을 둘다 가졌다. 칼라인은 오프 필드의 방해의 이유로 많은 사람들이 판단한 .250 만을 안타하였다. 세금을 감소하는 노력에서 호우와 함께 칼라인의 파트너 프랭크 칼린은 비용들이 3년 동안 세금 공제 조항이었기 때문에 칼라인과 호우에게 경마들을 매입하도록 설득시켰다. 경마는 야구 선수들을 위하여 교제 금지로 숙고되었고, 이야기는 초점이 되었다. HKC 마굿간에서 칼리인은 빠르게 자신의 흥미를 팔아 경주와 내기로부터 자신을 멀리 하였다. 시즌은 타이거스와 칼라인을 위하여 더욱 좌절하게 자라났다. 보통 순한 매너를 가진 칼라인은 심판과 함께 스트라이크 외침에 싸운 이유로 퇴거당하였으나 그의 형성에 진실로 그는 경기 후에 심판에게 접근하여 사과하였다. 그는 자신이 더그아웃으로 도로 걸어가면서 자신이 잘못되었다는 것을 인정하였다. 자신이 후보 선수로서 선택되었어도 시작된 다른 올스타 경기에서 늘여진 폭락이 칼라인에게 기회를 들여 자신의 6연속 출연을 이루었다. 드윗이 홈런 지도 선수를 위하여 안타 챔피언을 이적시키면서 역사를 만들었으며, 그는 클리블랜드 인디언스의 감독 조 고든을 위하여 다이크스 감독을 이적시키면서 또다른 역사를 만들었다. 시즌의 소란은 칼라인이 1954년 이래 자신의 최저 평균 .278과 함께 끝내면서 그에 시즌의 대가를 가져갔다.

### 중반 경력
1961년 타이거스는 밥 셰핑을 자신들의 새 감독으로 기용하였다. 셰핑은 즉시 칼라인을 더욱 지도 선수가 되는 데 의문하였고, 스타 선수가 응답하였다. 칼라인은 음성이 아니었으나 예를 들어서 지도되어 필요할 때 올라갔다. 칼라인은 전체의 시즌에 번창하였고, 7번째 올스타 경기를 위하여 선택되었다. 그는 .324의 평균과 함께 타구 경주에서 2위로 한해를 끝냈고 "올해의 아메리칸 리그 복귀 선수"로 투표되었다.
1962년 칼라인은 월드 시리즈에서 활약하는 것만이 아니지만 20년 경력을 가지는 데 욕구하며 시즌을 시작하였다. 그는 또한 본루에서 더욱 공격적이 되는 데 결정하여 이유로서 이전 시즌으로부터 자신의 스트라이크아웃의 낮은 수를 인용하였다. 칼라인은 5월 21일로 봐서 .358로 돌출하였으나 그 좋은 행운은 5일 후 양키 스타디움에서 끝났다. 2개의 아웃과 함께 9번째 이닝의 말기에서 타이거스가 2 대 1로 지도하면서 엘스턴 하워드는 얕은 우측으로 플라이를 쳤다. 2루수 제이크 우드와 1루수 놈 캐시는 도달하지 못하였다. 단 하나의 희망은 칼라인이 붙잡는 것을 위하였다. 그는 가라앉는 공을 위하여 뛰어들어 자신의 오른쪽 어깨에 착륙하였다. 칼라인은 포구를 이루었으나 자신의 쇄골이 부러졌다. 그 일은 그가 최소한 2개월을 놓칠 것이라고 예언되었다. 경기가 열리기 전에 셰핑 감독은 "우리는 칼라인 때문에 우리가 있는 곳에 있다. 여기로부터 우리가 가는 곳은 그에게 의지한다."고 기자들에게 말하였다. 셰핑은 그가 얼마나 옳은지를 알아차리지 못하였다. 칼라인이 놓친 57일 동안 타이거스는 페넌트를 위한 경주에서 7.5개의 경기를 패하여 10.5개의 경기들로 다시 떨어졌다. 루이즈가 2번째 아들 마이클 키스를 낳으면서 그래도 시합 중지 기간은 칼라인을 위해 나쁘지 않았다. 칼라인은 그 시즌에 자신의 8연속 시작인 2개의 올스타 경기의 첫 경기를 시작하는 데 선택되었으나 부상을 당한 이유로 활약하지 못하였다. 시즌이 끝날 무렵에 칼라인은 54개의 경기들 전부를 놓치는 동안 자신의 이전 최고보다 2개나 더 29개의 홈런과 .304를 안타하였다. 타이거스는 1위의 양키스의 뒤로 10.5개의 경기들을 끝냈으나 칼라인은 자신의 5번째 골드 글러브 상을 수상하고 아메리칸 리그 MVP 투표에서 6위를 하였다.
1963년 시즌이 시작되면서 칼라인은 다시 자신의 접근을 바꾸어 더 많이 본루에 머물기로 결정하여 장타 듀오 캐시와 콜라비토가 득점들에서 히트를 쳐 주자를 흠인시키도록 하였다. 팀은 서서히 시작하였으나 칼라인의 접근은 또다른 올스타 경기를 위하여 선택되는 데 그가 충분히 안타를 하도록 지켰다. 칼라인은 전체의 시즌에 무릎 부상과 싸워 결국적으로 몇몇의 경기들을 놓치는 데 그를 강요할 때 타구 타이틀을 칼 야스트렘스키에게 비용을 들였다. 그는 야스트렘스키의 .321에 .312의 평균과 함께 2위를 하여 27개의 홈런을 치고 101개의 득점들에서 히트를 쳐 주자를 흠인시켜 MVP 투표에서 2위를 하고 자신의 6번째 골드 글러브 상을 수상하였다.
1964년 칼라인은 더 많은 부상들을 경험하였다. 그는 봄 훈련 경기에서 뛰는 동안 자신이 어린이로서 수술을 받은 똑같은 왼쪽 발에 부상을 당하였다. 칼라인은 처음에 감독 찰리 드레슨으로부터 부상을 숨겨 자신이 부상을 이길 수 있다는 것을 믿었다. 4월의 말기로 봐서 부상은 더욱 아팠으며 칼라인은 몇몇의 경기들에서 벤치에 앉는 데 강요되었다. 아직도 그는 10연속 해를 위하여 올스타 경기에 선택되었으나 부상의 이유로 물러났다. 타이거스는 그 시즌에 4위를 하고 칼라인은 존경적인 .293의 평균과 자신의 7번째 골드 글러브 상과 함께 끝냈다.
칼라인은 자신이 자신의 발을 보호하는 데 특별한 운동화를 신은 동안 1965년 자신의 평균이 .281로 떨어졌다. 그는 자신의 시간을 중견수와 우익수로 나누면서 자신의 8번째 골드 글러브 상을 수상하였다. 오프 시즌 동안 칼라인은 발에 수술을 받았다. 그 일은 타이거를 위하여 완고한 해가 된 1966년 그가 더욱 나은 안타를 치는 도움을 주었다. 심근경색 후 이전 시즌을 놓친 드레슨은 5월 16일 다시 병들기 시작하였다. 그는 그 시즌이 자신이 암과 진단된 코치 밥 스위프트에 의하여 대체되었다. 드레슨과 스위프트는 둘다 그해에 사망하였다. 프랭크 스캐프가 감독으로서 시즌을 끝냈다. 주의 산만에 불구하고 칼라인은 자신의 12연속 올스타 경기를 위하여 선택되어 29개의 홈런과 .288점을 안타하는 동안 타이거스가 3위를 하는 데 도움을 주었다. 그는 또한 자신의 9번째 골드 글러브 상을 수상하였다.
타이거스는 새 감독 메이요 스미스 아래 1967년을 위하여 높은 희망들을 가졌다. 스미스는 칼라인을 우익수로 다시 옮겼다. 칼리인은 줄에서 13번째 해를 위하여 올스타 팀으로 선택되었으나 괴상한 부상이 그를 26개 경기들을 위하여 활약하지 못하게 하였다. 인디언스에게 좌절된 패배에서 스트라이크아웃 후, 칼라인은 자신의 방망이를 걸이로 쳐서 맞혀 자시의 손이 부러졌다. 1962년과 달리 타이거스는 칼라인 없이 논전에 머물어 15 승 11 패로 갔다. 타이거스는 전 한해를 싸웠으나 레드삭스의 뒤에 밀려 동점 매겨진 2위를 하였다. 칼라인은 31개의 경기를 놓침에 불구하고 25개의 홈런 (자신의 300번째 홈런을 포함)과 78개의 타점과 함께 .308점을 안타하였다. 칼라인은 자신의 10번째이자 최후의 골드 글러브 상을 수상하였다. 레드삭스는 1967년 월드 시리즈에서 세인트루이스 카디널스에게 패하였다.
1968년은 새로운 노력들의 시즌이었다. 오프 시즌 동안 이제 33세의 칼라인은 야구에 전념하려고 미시간 자동차 생산 주식회사로부터 물러났다. 그는 인디언스에 5 대 0으로 승리에서 4월 18일 자신의 2,000번째 경기에서 활약하였다. 5월 19일 칼라인은 자신의 307번째 홈런을 쳐 타이거스의 경력 홈런 지도 선수로서 행크 그린버그를 통과하였다. 성공은 오래 가지 못하였으며, 6일 만에 칼라인의 팔은 루 크로스 투구에 의하여 부러졌고, 그는 7월 1일까지 돌아오지 않았다. 칼라인의 결석에 짐 노스럽이 우익수를 차지하여 잘 하였다. 칼라인이 돌아올 때 그는 대부분 대타자로서 이용되었고 1루에 채워졌다. 감소된 활약에 불구하고 칼라인은 페넌트 경주에서 현저하게 상징하였다. 그는 9월 14일 데니 매클레인의 30번째 승리에서 동점을 매긴 득점을 매겼다. 9월 17일 칼라인은 놈 캐시를 위하여 대타구를 쳐 타이거스가 페넌트를 우승한 득점을 매기면서 끝났다. 경기 후에 칼라인은 스미스 감독에게 자신의 결석에 다른 선수들이 올라간 이유로 월드 시리즈에서 자신이 활약할 가치가 없다고 말하였다. 디트로이트 타이거스에 칼라인이 무엇을 의미한 것을 알던 스미스는 다른 아이디어들을 가졌다. 자신의 스타 선수를 집어넣는 데 스미스는 중견수 미키 스탠리를 유격수에, 짐 노스럽을 중견수에, 그리고 칼라인을 우익수에 놓았다. 그 일은 밥 깁슨에 7번째 경기를 포함한 3연속 경기들을 우승하는 데 타이거스가 3 대 1의 빗나감으로부터 리바운드 되면서 성공을 증명하였다. 타이거스는 칼라인의 .379의 타구 평균과 2개의 홈런 뒤로 월드 시리즈를 우승하였다.

### 최종의 시즌들
칼라인은 월드 시리즈에서 활약하는 데 자신의 목적들 중의 하나에 도달하였다. 이제 그 일은 20년 경력의 그의 목적을 완수할 때였다. 칼라인이 그 마크에 전진하면서 그는 지속적으로 안타를 치고 영예들을 얻었다. 1969년 그는 사상 거대한 타이거스 팀으로 투표되었다. 1970년 8월 2일은 스타디움의 뒤에 체리 스트리트를 칼라인 드라이브로 다시 이름을 지은 도시에 알 칼라인의 날이었다. 1971년 칼라인은 그해 디트로이트에서 열린 자신의 17번째 올스타 경기에서 활약하는 데 선발되었다. 그는 1 승 2 패로 갔으며 6번째 이닝의 말기에서 하먼 킬브루의 홈런에 득점하였다. 1972년 7월 1일 칼라인은 자신의 369번째 홈런을 쳐 사상 18위를 위하여 랠프 카이너에 동점을 매겼다. 그는 또한 타이거스가 최후의 챔피언 오클랜드 애슬레틱스에게 패한 플레이오프로 팀에 도움을 주기도 하였다. 그 일은 또한 빅 리그에서 칼라인의 20번째 시즌이기도 하였다. 1974년 시즌은 칼라인의 마지막 시즌이었고, 전임적 지명 대타자로서 그에게 처음이었다. 그는 자신의 15번째이자 최후의 올스타 팀으로 임명되었다. 그는 자신의 고향 볼티모어에서 9월 24일 자신의 3,000번째 안타를 쳐 데이브 맥널리에 병살하였다.

## 이후의 세월

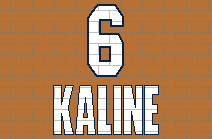
디트로이트 타이거스에 의하여 영구 결번된 칼라인의 등번호 6

칼라인은 .297점을 타구하는 동안 3,007개의 안타, 498개의 2루타, 75개의 3루타, 399개의 홈런, 1,622개의 득점과 1,583개의 타점과 함께 자신의 경력을 끝냈다. 자신의 수를 더욱 인상적으로 만든 것은 자신의 경력에서 부상으로 인하여 594개의 경기들을 놓친 사실이다. 경력 .987의 수비율과 함께 그는 증명하는 데 10개의 골드 글러브 상과 함께 자신의 시간의 최고 외야수들 중의 하나이기도 하였다. 2001년 스포팅 뉴스의 기사에서 어니 하웰과 요기 베라 둘다 칼라인이 일찍이 외야수에서 최고의 권력을 가졌다고 공고하였다.
1976년 칼라인은 타이거스의 텔레비전 방송들에 시사해설자로서 2번째 경력을 시작하였다. 1980년 칼라인은 듀크 스나이더, 척 클라인과 톰 요키와 더불어 미국 야구 명예의 전당으로 선출되었다. 칼라인은 자신의 가족들의 성원에 감사하며 이렇게 말하였다. -
"만약 내가 특히 자랑스러운 하나의 성취가 있다면, 그것은 나의 능력의 최선으로 내가 언제나 야구를 섬긴 것이며, 난 경기, 타이거스 혹은 나의 가족을 불신하는 데 전혀 신중히 한 것이 없다. 멀리로 명예의 전당에 헌액된 것은 내 인생의 가장 자랑스러운 순간이다."
칼라인은 타이거스 선수로서보다 방송인으로서 25년의 더 많은 시간을 보냈다. 그는 또한 봄 훈련 강사로서 참가하여 젊은 커크 깁슨에게 외야수를 활약하는 것을 가르치기도 하였다. 2001년 칼라인은 타이거스의 소유자 마이크 일리치에게 특별 조언자가 되는 데 방송실을 떠났다. 2003년 새 총지배인 데이브 돔브로스키는 칼라인과 그의 전 동료 선수 윌리 호턴을 총지배인에 특별 보조인들로 임명하였다. 방송과 특별 임명들의 이유로 칼라인은 타이거스와 50년보다 더 많이 교제하였다. 그것을 위하여 어떤 사람들은 그를 "Mr Tiger"로 알고 있다. 다른 사람들은 아직도 간단히 6번으로서 그에게 언급하는 편이다.
2020년 4월 6일 미시간주 블룸필드힐스에서 85세의 나이로 사망하였다. 사인은 불명.